# Stolzia fasciata
Stolzia fasciata är en insektsart som först beskrevs av Willemse, C. 1933.  Stolzia fasciata ingår i släktet Stolzia och familjen gräshoppor. Inga underarter finns listade i Catalogue of Life.